# بیلی همپسون
بیلی همپسون (انگلیسی: Billy Hampson; ۲۶ اوت ۱۸۸۲ – ۲۴ فوریهٔ ۱۹۶۶) بازیکن فوتبال، و سرمربی (فوتبال) اهل بریتانیا بود.
از باشگاه‌هایی که در آن بازی کرده‌است می‌توان به باشگاه فوتبال بری اشاره کرد.